# Država Slovencev, Hrvatov in Srbov
Država Slovencev, Hrvatov in Srbov  (krajše Država SHS) je bila država konfederalnega tipa, ki je nastala 29. oktobra 1918 in je obsegala ozemlje južnoslovanskih narodov nekdanje Avstro-Ogrske. Obstajala je le do združitve s kraljevino Srbijo 1. decembra 1918.
2.–3. marca 1918 je v Zagrebu potekalo ljudsko zavarovanje, ki so se ga udeležili predstavniki različnih področij javnega življenja in člani več političnih strank, predvsem frakcije Mileta Starčevića iz Stranke pravic, ki jo je vodil Ante Pavelić, in Slovenske ljudske stranke. Vladajoča Hrvaško-srbska koalicija in njena opozicijska Hrvaška ljudska kmečka stranka sta bili izključeni. Na srečanju je bila sprejeta Zagrebška resolucija, ki je razglasila enotnost narodov Slovencev, Hrvatov in Srbov (»enotni narod«, pri čemer so slednji opisani kot enakopravna »plemena«, katerih posebnim zgodovinskim položaj in željam se je treba prilagoditi) ter zahtevala pravico do samoodločbe in posesti ozemlja, ki so ga zasedali, vključno s celotno Cislajtanijo.
5.–6. oktobra 1918 je bil v Zagrebu ustanovljen Narodni svet Slovencev, Hrvatov in Srbov. V sprejetem pravilniku je poudaril, da je »politični predstavnik vseh Slovencev, Hrvatov in Srbov, ki žive v Hrvaški in Slavoniji z Reko, v Dalmaciji, Bosni in Hercegovini, Istri, Trstu, Kranjski, Goriški, Štajerski, Koroški, Bački, Banatu, Baranji, Medžimurju in po ostalih krajih jugozahodne Ogrske.« Narodnemu svetu je formalno načeloval Anton Korošec, v njegovi odsotnosti pa sta ga vodila Svetozar Pribičević in dr. Ante Pavelić (le-tega ne smemo zamenjevati z vodjo NDH).
Avstro-Ogrska je oktobra antanti v zameno za premirje ponudila avtonomijo za slovanske narode v državi, kar pa je predsednik ZDA Woodrow Wilson zavrnil. Narodni svet je na podlagi te zavrnitve 21. oktobra zahteval brezpogojno samoodločbo. Po porazu Avstro-Ogrske in centralnih sil sta hrvaški sabor v Zagrebu in ljudski shod v Ljubljani 29. oktobra razglasila narodno osvoboditev in ustanovitev samostojne Države Slovencev, Hrvatov in Srbov s središčem v Zagrebu. 31. oktobra je bila v Ljubljani ustanovljena Narodna vlada SHS v Ljubljani. Ta je bila najvišji zakonodajni in upravni organ v Sloveniji. 1. novembra je Narodni svet za Štajersko povišal Rudolfa Maistra v generala in mu poveril poveljstvo na slovenskem Štajerskem. 23. novembra so slovenske enote razorožile nemške brambovce v Mariboru.
Nevarnost s strani Italije, ki je v skladu z londonskim paktom zasedla Primorsko in Istro ter dele Dalmacije, in pritisk Srbov po združitvi v skupno državo, izražen že s krfsko deklaracijo, sprejeto 20. junija 1917 v izgnanstvu na Krfu, sta povzročila 1. decembra 1918 združitev Države SHS s Kraljevino Srbijo v Kraljevino Srbov, Hrvatov in Slovencev s prestolnico v Beogradu.